# Dario Gebuhr
Dario Ndubuisi Gebuhr (* 6. Mai 2003 in Wiesbaden) ist ein deutscher Fußballspieler.

## Karriere
Gebuhr begann mit dem Fußball als Dreijähriger beim 1. SC Kohlheck und spielte ab 2015 für zwei Jahre in der Jugend des SV Wehen Wiesbaden. Im Juli 2017 wechselte der Innenverteidiger zu Eintracht Frankfurt. Mit den Jugendmannschaften des Vereins spielte er in der Bundesliga der B-Junioren und A-Junioren, in der Saison 2022/23 kam er auch siebenmal in der UEFA Youth League zum Einsatz und führte seine Mannschaft in diesen Spielen jeweils als Mannschaftskapitän aufs Feld.
Zur Spielzeit 2022/23 rückte Gebuhr zur zweiten Mannschaft der Eintracht auf, die in der Hessenliga spielte. Dort entwickelte er sich auf Anhieb zum Stammspieler und Leistungsträger. Nach einigen Ausfällen in der Hintermannschaft der Profis stand der Innenverteidiger am 15. April 2023 für das Bundesliga-Spiel gegen Borussia Mönchengladbach erstmals im Profikader und gab eine Woche später bei der 0:4-Niederlage gegen Borussia Dortmund sein Profidebüt. Mitte Mai 2023 unterschrieb er einen bis zum 30. Juni 2025 laufenden Profivertrag, lief aber in der Saison 2023/24 nur noch in der Regionalliga Südwest in 29 Partien der U23-Mannschaft von Eintracht Frankfurt auf.
Zur Saison 2024/25 nahm Hansa Rostock den Hessen in der 3. Liga unter Vertrag.

## Privates
Gebuhr wuchs mit seinem jüngeren Bruder in Wiesbaden bei seiner Mutter auf und besuchte die Elly-Heuss-Schule, eine Eliteschule des Sports, die mit dem Nachwuchsleistungszentrum von Eintracht Frankfurt kooperiert.
Sein Vater stammt aus Nigeria. Seine Eltern trennten sich, als er drei Jahre alt war.